# Bunk'd
Bunk'd, in Nederland uitgebracht als Summercamp, is een Amerikaanse familie- en tienersitcom. De serie werd in Amerika uitgezonden van 31 juli 2015 tot en met 2 augustus 2024 op Disney Channel en is terug te kijken via streamingdienst Disney+. De serie is een spin-off en vervolg op de televisieserie Jessie.

## Verhaal
In de eerste drie seizoenen van de serie worden Emma, Ravi en Zuri, de kinderen van de Ross familie, gevolgd terwijl zij New York inruilen om de zomer door te brengen bij zomerkamp Kikiwaka. Dit kamp is vernoemd naar een legendarisch Bigfoot-achtig wezen dat in het nabijgelegen bos leeft. De Ross kinderen en hun nieuwe vrienden worden tijdens hun avonturen op dit kamp gevolgd.
Vanaf het derde seizoen staan de avonturen van andere kampgenoten centraal, waaronder die van Lou, Destiny en Noah.

## Seizoensoverzicht
| Seizoen | Aantal afleveringen | Start seizoen    | Einde seizoen     |
| ------- | ------------------- | ---------------- | ----------------- |
| 1       | 21                  | 31 juli 2015     | 20 mei 2016       |
| 2       | 21                  | 23 augustus 2016 | 24 mei 2017       |
| 3       | 16                  | 18 juni 2018     | 21 september 2018 |
| 4       | 30                  | 20 juni 2019     | 24 juli 2020      |
| 5       | 21                  | 15 januari 2021  | 6 augustus 2021   |
| 6       | 30                  | 10 juni 2022     | 21 mei 2023       |
| 7       | 22                  | 23 juli 2023     | 2 augustus 2024   |

## Rolverdeling

### Hoofdrollen
| acteur                | personage      | periode                     |
| --------------------- | -------------- | --------------------------- |
| Peyton Roi List       | Emma Ross      | seizoen 1 t/m 3 + seizoen 5 |
| Karan Brar            | Ravi Ross      | seizoen 1 t/m 3             |
| Skai Jackson          | Zuri Ross      | seizoen 1 t/m 3             |
| Miranda May           | Lou Hockhauser | seizoen 1 t/m 7             |
| Kevin Quinn           | Xander         | seizoen 1 t/m 2             |
| Nathan Arenas         | Jorge          | seizoen 1 t/m 2             |
| Nina Lu               | Tiffany        | seizoen 1 t/m 2             |
| Mallory James Mahoney | Destiny Baker  | seizoen 3 t/m 7             |
| Will Buie Jr.         | Finn Sawyer    | seizoen 3 t/m 7             |
| Raphael Alejandro     | Matteo Silva   | seizoen 3 t/m 5 + seizoen 7 |
| Shelby Simmons        | Ava King       | seizoen 4 t/m 5 + seizoen 7 |
| Scarlett Estevez      | Gwen Flores    | seizoen 4 t/m 5 + seizoen 7 |
| Israel Johnson        | Noah Lambert   | seizoen 4 t/m 7             |
| Trevor Trodjman       | Parker Preston | seizoen 5 t/m 7             |
| Shiloh Verrico        | Winnie         | seizoen 6 t/m 7             |
| Alfred Lewis          | Bill           | seizoen 6 t/m 7             |
| Luke Busey            | Jake           | seizoen 6 t/m 7             |

### Bijrollen
| acteur               | personage      | periode                     |
| -------------------- | -------------- | --------------------------- |
| Mary Scheer          | Gladys         | seizoen 1 t/m 2             |
| Tessa Netting        | Hazel          | seizoen 1 t/m 2             |
| Casey Campbell       | Murphy         | seizoen 1 t/m 3             |
| Nate Stone           | Timmy          | seizoen 1 t/m 3             |
| Licoln Melcher       | Griff          | seizoen 2                   |
| Lily Mae Silverstein | Lydia          | seizoen 2 t/m 3             |
| Raini Rodriguez      | Barb Barca     | seizoen 4 t/m 5 + seizoen 7 |
| Kyriana Kratter      | Nadine         | seizoen 5                   |
| Thom Rivera          | "The Marshal   | seizoen 6 t/m 7             |
| Jordan Clark         | Victoria Vance | seizoen 6 t/m 7             |
| Brandilyn Cheah      | Scout          | seizoen 7                   |

### Gastrollen
| acteur                | personage         |
| --------------------- | ----------------- |
| Cameron Boyce         | Luke Ross         |
| Kevin Chamberlin      | Bertram           |
| Christina Moore       | Christina Ross    |
| Jerry Trainor         | Dave              |
| Raven-Symoné          | Raven Baxter      |
| Anneliese van der Pol | Chelsea Daniels   |
| Issac Ryan Brown      | Brooker           |
| Meg Donnelly          | Priscilla Preston |
| Rico Rodriguez II     | Baxter Barca      |
| Jordan Chiles         | zichzelf          |

## Achtergrond
De serie is een spin-off van de televisieserie Jessie die van 2011 tot en met 2015 werd uitgezonden. Nadat Disney Channel in februari 2015 bekend maakte dat de serie Jessie na zijn vijfde seizoen zal stoppen, werd de serie Bunk'd diezelfde dag als vervolgserie aangekondigd. Acteurs Peyton Roi List, Karan Brar en Skai Jackson die oorspronkelijk ook een van de hoofdrollen in de serie Jessie vertolkte hernamen hun hoofdrollen in deze spin-off serie. Verder werden er nieuwe namen aan de serie toegevoegd waaronder Miranda May, Kevin Quinn en Nathan Arenas.
List, Brar en Jackson verlieten alle drie de serie aan het einde van het derde seizoen. Hierna werd de focus van het verhaal verschoven naar andere kampgenoten in de serie en werden er nieuwe acteurs geïntroduceerd.
Bunk'd ging op 31 juli 2015 in première op televisiezender Disney Channel. Het eerste seizoen bestond uit 21 afleveringen en werd positief ontvangen, hierdoor werd de serie verlengd met meerdere seizoenen. In december 2023 maakte Disney Channel bekend de serie te verlengen met het laatste zevende seizoen. Dit laatste seizoen werd uitgezonden van 23 juli 2023 tot en met 2 augustus 2024.